# Livegenskapen i Ryssland

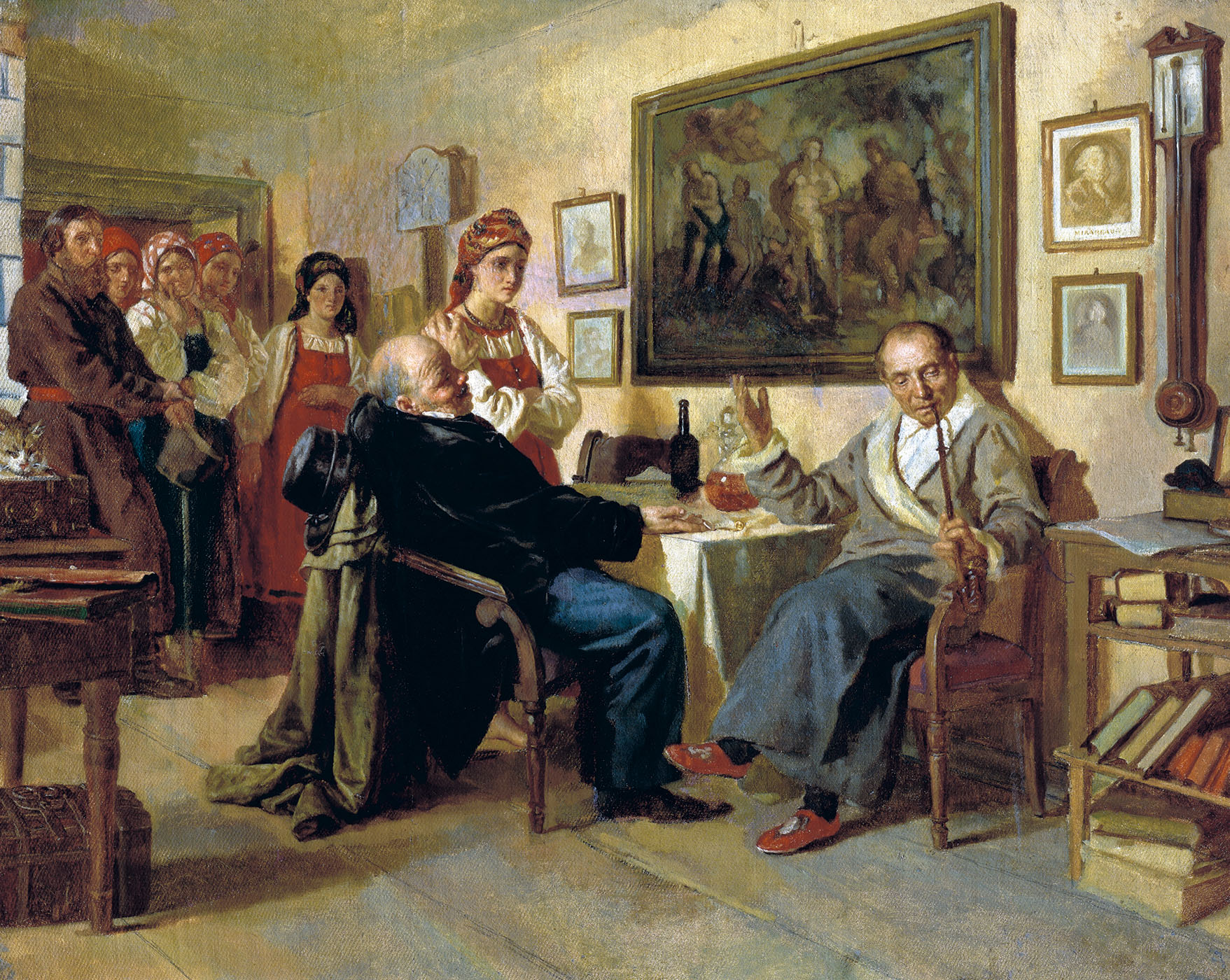
Livegenskapen i Ryssland

Manifestet läses (Böndernas befrielse) -Boris Kustodijev, 1907

Livegenskapen i Ryssland existerade fram till dess avskaffande 1861.  Den ryska bondebefolkningen övergick gradvis från fria bönder till livegna under medeltiden, en utveckling som var fullbordad 1658. Under 1700-talet övergick livegenskapen till de facto slaveri, eftersom livegna då kunde säljas och köpas som individer och inte enbart tillsammans med jord. 

## Historik
I Tsarryssland gjordes ursprungligen en skillnad mellan livegenskap och slaveri. Medan en slav kunde köpas och säljas som individ, kunde en livegen person säljas enbart tillsammans med den jord de var legalt bundna till. Denna distinktion omtalas från åtminstone 1100-talet framåt, då den nämns i Russkaja pravda, och där flera olika grader av böndernas feodala livegenskap beskrivs. 
I det ortodoxa Ryssland fanns inte samma förbud att ta andra kristna som slavar som i det katolska Europa. De ryska furstarna tillfångatog även själva varandras undersåtar då de bedrev krig mot varandras furstendömen och plundrade varandras städer; exempel på tillfällen när detta skedde var plundringarna av Kiev 1169 och 1203, då furstarna förslavade varandras undersåtar som kholop (inte att förväxla med livegna, zakupy).
Rent slaveri (i kontrast till livegenskap) var ett jämförelsevis marginellt fenomen i Ryssland. Fjodor III omvandlade 1679 alla jordbruksslavar till livegna bönder, och Peter den store gjorde år 1723 detsamma med husslavarna, vilket innebar att slaveriet i Ryssland tekniskt sett hade avskaffats och ersatts av livegenskap.
Livegenskapen var vanligare än slaveri, och dominerade förhållandet mellan adel och bönder i allt högre grad. Bönder i Ryssland kunde vara både fria och ofria, och de kunde vara livegna under både adliga godsägare och kungliga gods. Livegna bönder var vanligast i centrala och södra Ryssland. Under 1600-talet blev allt fler bönder livegna i takt med en allt strängare lagstiftning. Från 1658 var det uttryckligen förbjudet för en bonde att lämna det gods han tillhörde utan tillstånd. Under Katarina den storas regeringstid spred sig livegenskapen till Ukraina, Sibirien och västra Ryssland, när ryska adelsmän lät flytta livegna bönder till sina nya gods där, då Ryssland expanderade. 
Livegenskapen övergick under 1700-talet i praktiken till de facto slaveri, då livegna bönder under denna tid köptes och såldes som individer. Formellt hade enbart tsaren och privata adelsmän rätt att äga livegna, men i praktiken började köpmän och firmor köpa och sälja livegna som slavar både inom Ryssland och exportera dem. Exporten av ryska livegna gick särskilt till Osmanska riket och Persien, då de ofta fördes ut ur landet som "studenter och tjänare". Tsar Nikolaj I förbjöd 1842 slavhandel med afrikanska slavar i Ryssland, men inte handeln med ryska livegna. 

### Svenska livegna i Ryssland
Många svenskar, finländare och balter, särskilt kvinnor och barn, tillfångatogs av enskilda ryska soldater och såldes som slavar i Ryssland och Turkiet under  stora nordiska kriget; särskilt många tillfångatogs under stormningen av Narva, bland dem Lovisa von Burghausen. Av dessa såldes många via slavhandeln på Svarta havet på slavmarknaden i Istanbul, där den svenske ambassadören friköpte ett stort antal, varav många var kvinnor.  
De som friköptes kom troligen hem till Sverige med kungens följe då han återvände från sitt läger i Moldavien.
Bland de ryska slavarna var man inte särskilt framgångsrik; i fredsslutet 1721 tillät tsaren alla svenskar att vända hem, utom de som hade övergått till den ortodoxa tron – och eftersom de flesta svenska slavar hade tvingats övergå till den ortodoxa tron av sina ägare, blev de kvarhållna. Det var visserligen förbjudet med tvångskonvertering, men i verkligheten kunde förekomsten av detta inte bevisas. En del av dessa ryska slavar frigavs, men kvarhölls som fria medborgare i Ryssland.

### Villkor
Ryska livegna var enligt lagen bundna till det gods de var födda på och kunde inte äga jord. Däremot hade de rätt att resa, utbilda sig och yrkesarbeta med sina ägares tillstånd. De hade också rätt att äga de pengar de tjänade och köpa sig fria. Det finns många exempel på ryska livegna som med sina ägares tillstånd arbetade som köpmän, skådespelare, sångare, konstnärer och till och med ämbetsmän. 

### Avskaffande
Tsar Alexander I önskade avskaffa livegenskapen, men avskaffade denna enbart i Estland, Livland (1816) och Kurland (1817). Efter 1817 introducerades en del reformer som lättade upp livegenskapen genom att förbjuda missbruk och övergrepp. 
Livegenskapen i Ryssland avskaffades av Alexander II 1861. Godsägarnas livegna i Ryssland frigavs genom emancipationsreformen 1861, de livegna i Georgien frigavs 1864, och tsarens egna livegna frigavs 1866. Det har föreslagits att orsaken var fruktan inför ett uppror, regeringens ekonomiska behov och militärens behov av soldater.[källa behövs]
Planen på att avskaffa livegenskapen möttes från början av segt passivt motstånd av adel och ämbetsmän, vars inflytande hotade att undergrävas genom åtgärden. Adelsmännen, som dittills hade förfogat över sina bönder som över en hop slavar, krävde åtminstone skadestånd för att avstå från sin egendom. Detta beviljades också adeln såtillvida att den befriade bonden, för det jordstycke han erhöll och i ersättning för bortfallande tjänster och dagsverken, skulle betala en hög lösesumma som förskotterades av staten mot 6 procent i årlig ränta och amortering. Genom denna lösning blev bonden dock belastad med höga avgifter till staten under de 49 år avlösningen skulle vara. Jordstycket som uppläts åt bonden var i regel så knapphändigt tilltaget att det blev ytterst svårt för honom att gälda kostnaderna.
Till detta kom en annan olägenhet. Man trodde sig förebygga uppkomsten av ett egendomslöst proletariat efter västeuropeisk modell då man upplät äganderätten till bondejorden inte åt den enskilde bonden utan åt bymenigheten (miren). Endast genom ett beslut av bykommunen fattat med två tredjedels majoritet kunde en uppdelning komma till stånd. Alla familjefäder hade anspråk på lika andel i allmänningsjorden, och tid efter annan företogs en ny uppdelning av nyttjanderättigheterna till jorden. Då befolkningen fortsatte att växa blev andelarna allt mindre och en rationell brukning allt svårare. Många bönder arrenderade ut sin lott till grannarna och sökte arbete i städerna eller slog sig på hantverk. På så sätt blev de trots sin andel i jorden proletärer, medan de osäkra egendomsförhållandena på samma gång hindrade de mera arbetsamma byelementen från att grunda ett mer intensivt jordbruk. Under sådana förhållanden kunde 1861 års lag visserligen skapa ett bondestånd med personlig frihet men inte med ekonomisk produktionsförmåga.
Mot slutet av 1800-talet beräknades den del av bondebefolkningen vars jordbruk inte gav nog avkastning för att livnära dem själva och boskapen till 58,5 miljoner, eller 91 procent av hela lantbefolkningen. Antalet av dem som producerade mer än de själva förbrukade uppgick till endast 5,75 miljoner, eller 9 procent. I många delar av Ryssland gick den odlade jorden tillbaka till följd av böndernas usla situation och ödeland uppkom. De före detta livegnas dåliga ekonomiska förhållanden och behovet av en jordreform resulterade så småningom i de ryska bonderesningarna 1905–1906; deras krav på en jordreform tillgodosågs dock inte förrän med landdekretet, efter ytterligare ett bondeuppror under den ryska revolutionen 1917.